# 飘发自由女神
飘发自由女神是1793年至1795年间在美国发行的一套硬币。该设计被用在了第一种5美分硬币和当时发行的半美元、1美元硬币以及前两种大美分硬币。